# Apatura subsobrina
Apatura subsobrina är en fjärilsart som beskrevs av Clayton Dissinger Mell 1952. Apatura subsobrina ingår i släktet Apatura och familjen praktfjärilar. Inga underarter finns listade i Catalogue of Life.